# عقبال عندكوا (مسلسل)
عقبال عندكوا هو مسلسل مصري عُرض في شهر رمضان 1446 هـ / مارس 2025، من إخراج علاء إسماعيل وبطولة مصطفى ابو مراد  و جودالقرشي.

## قصة
حلقات منفصلة متصلة تدور حول (سها) و(فادي) اللذين يستعدان للزواج، لكنهما يقعان في العديد المشاكل قبل الزفاف، وأثناء محاولتهما لحلها، تتداخل حياتهما مع سبع حكايات حول زيجات انتهت بالفشل، لتجعلهما يعيدان التفكير في خطوة الزواج قبل الوصول لحافة الانفصال.

## طاقم العمل
- حسن الرداد
- إيمي سمير غانم